# Lothar Lahn
Lothar Lahn (* 24. Oktober 1921 in Breslau; † 20. April 1994 in Bonn) war ein deutscher Diplomat.

## Leben
Von 1940 bis 1947 studierte Lothar Lahn Rechts- und Staatswissenschaften. Sein Dissertationsthema lautete Das Tätermotiv im Strafrecht. Zwischen 1949 und 1952 beendete er eine Ausbildung zum Gerichtsassessor und schlug die Laufbahn für den höheren Auswärtigen Dienst ein. Zunächst arbeitete er von 1952 bis 1954 als Referent in der Staatskanzlei des Landes Nordrhein-Westfalen, anschließend war er von 1954 bis 1956 Gesandtschaftsrat in der Deutschen Botschaft beim Heiligen Stuhl. Die nächsten drei Jahre war er Referent im Auswärtigen Amt. Von 1959 bis 1962 wurde er in der Madrider Botschaft als Legationsrat Erster Klasse eingesetzt. Hierauf bekleidete er ab 1962 den Leitungsposten des Referats Abrüstung und Sicherheit im Auswärtigen Amt, bis er 1966 für drei Jahre nach Kairo bestellt wurde. Zu dieser Zeit brach die Regierung von Gamal Abdel Nasser ihre Beziehungen mit dem Kabinett Erhard I ab, nachdem dieses am 12. Mai 1965 bekanntgegeben hatte, diplomatische Beziehungen mit der Regierung Levi Eschkol aufzunehmen. Lahn wurde Leiter des deutschen Stabes an der italienischen Botschaft in Kairo (Schutzmachtvertretung für deutsche Interessen). Der Leiter der Schutzmachtvertretung war Giovanni Vincenzo Soro, von 1965 bis 1966 italienischer Botschafter in Kairo.
1970, während der Verhandlungen von Egon Bahr mit Andrei Gromyko zum Moskauer Vertrag, war Lahn Stellvertreter des Ministerialdirektors Hans Hellmuth Ruete. Von 1971 bis Frühjahr 1973 war er Botschafter in Santiago de Chile, wo Salvador Allende regierte. Mitte der 1970er Jahre leitete Ministerialdirektor Lahn die Abteilung 3 (Politische Abteilung) des Auswärtigen Amtes.
Im Juli 1976 hielt es Lothar Lahn, Direktor der Überseeabteilung des Auswärtigen Amtes, für dringend erforderlich, mit den Militärs Kontakt aufzunehmen, die sich in Buenos Aires und beim Putsch in Chile 1973 an die Macht geputscht hatten. Der General Jorge Videla übte seit kurzem in Argentinien das Amt des Präsidenten aus. Nach seiner Rückkehr gab er vor der Presse die Version der Putschisten zum Fall von Klaus Zieschank zum Besten.
Von 1977 bis 1982, während der Transition in Spanien war Lahn Botschafter in Madrid. Am 26. März 1981 hatte er eine Audienz bei Juan Carlos I., bei welcher sich dieser zum 23-F äußerte, was Lahn im Fernschreiben Nummer 524 nach Bonn übermittelte.
Seine Frau hatte eine Professur zur Archäologie an der Universität Bonn. 1986 wurde er in den Ruhestand versetzt.
Lahn war seit 1950 Mitglied der katholischen Studentenverbindung KDStV Winfridia (Breslau) Münster.
Im April 2016 hat Bundesaußenminister Frank-Walter Steinmeier „wegen der Sektensiedlung Colonia Dignidad in Chile jahrelange gravierende Versäumnisse des Auswärtigen Amtes und des damaligen Botschaftspersonals eingeräumt. ‚Von den sechziger bis in die achtziger Jahre haben deutsche Diplomaten bestenfalls weggeschaut – jedenfalls eindeutig zu wenig für den Schutz ihrer Landsleute in dieser Kolonie getan‘“.

## Ehrungen
- 1977: Verdienstkreuz 1. Klasse der Bundesrepublik Deutschland
- 1983: Großes Verdienstkreuz der Bundesrepublik Deutschland

## Veröffentlichungen
- Das Tätermotiv im Strafrecht. 1949.
- Ein Vergleich der britischen Exportkreditversicherung mit den deutschen Ausfuhrgarantien und -bürgschaften (Hermes). 1953.
- Chile unter Allende – persönliche Eindrücke und Erfahrungen aus meiner Botschaftszeit. In: Titus Heydenreich (Hrsg.): Chile. Geschichte – Wirtschaft – Kultur der Gegenwart (= Lateinamerika-Studien, Band 25). Vervuert, Frankfurt am Main 1990, S. 76.
- Das Ende der regionalen Rüstungskontrollpolitik. In: Walter J. Schütz (Hrsg.): Aus der Schule der Diplomatie. Beiträge zu Außenpolitik, Recht, Kultur, Menschenführung. Festschrift zum 70. Geburtstag von Peter Pfeiffer. Econ-Verlag, Düsseldorf 1965, S. 251–260.
- Chile vor zwanzig Jahren. Das Scheitern des sozialistischen Experiments. Der Vortrag wurde am 4. Dezember 1991 im Ibero-Club Bonn gehalten.
- Jedermann auf der Weltbühne. Fazit eines Botschafters. Straube, Erlangen 1990, ISBN 3-927491-25-X.
- Walter Hallstein als Staatssekretär. In: Wilfried Loth, William Wallace, Wolfgang Wessels (Hrsg.): Walter Hallstein – der vergessene Europäer? Europa-Union-Verlag, Bonn 1998, ISBN 3-7713-0499-7, S. 31–48.

## Weblink
- Eintrag In: Gerhard Köbler: Wer war wer im deutschen Recht (Online-Version)